# Konung Christian IX:s af Danmark begrafning
Konung Christian IX:s af Danmark begrafning, senare även kallad Kung Kristians begrafning  är en svensk svartvit stumfilm från 1906, producerad av Anders Skogh.
Filmen skildrar den danske kungen Christian IX:s begravning, vilken ägde rum i Roskilde domkyrka den 16 februari 1906. Filmen premiärvisades den 19 februari samma år på biograferna Olympia i Göteborg och Biografteatern i Kristianstad.